# Tanypus brevipalpis
Tanypus brevipalpis är en tvåvingeart som först beskrevs av Jean-Jacques Kieffer 1923.  Tanypus brevipalpis ingår i släktet Tanypus och familjen fjädermyggor. Inga underarter finns listade i Catalogue of Life.